# (7173) Sepkoski
(7173) Sepkoski est un astéroïde de la ceinture principale, de la famille de Hungaria.

## Description
(7173) Sepkoski est un astéroïde de la ceinture principale, de la famille de Hungaria, nommé en l'honneur du paléontologue américain Jack Sepkoski. Il présente une orbite caractérisée par un demi-grand axe de 1,96 UA, une excentricité de 0,01 et une inclinaison de 19,6° par rapport à l'écliptique.

## Compléments